# Menda
Il Menda (in russo Ме́нда?) è un fiume della Russia siberiana orientale, affluente di destra della Lena. Scorre nel Changalasskij ulus della Sacha (Jacuzia).

## Descrizione

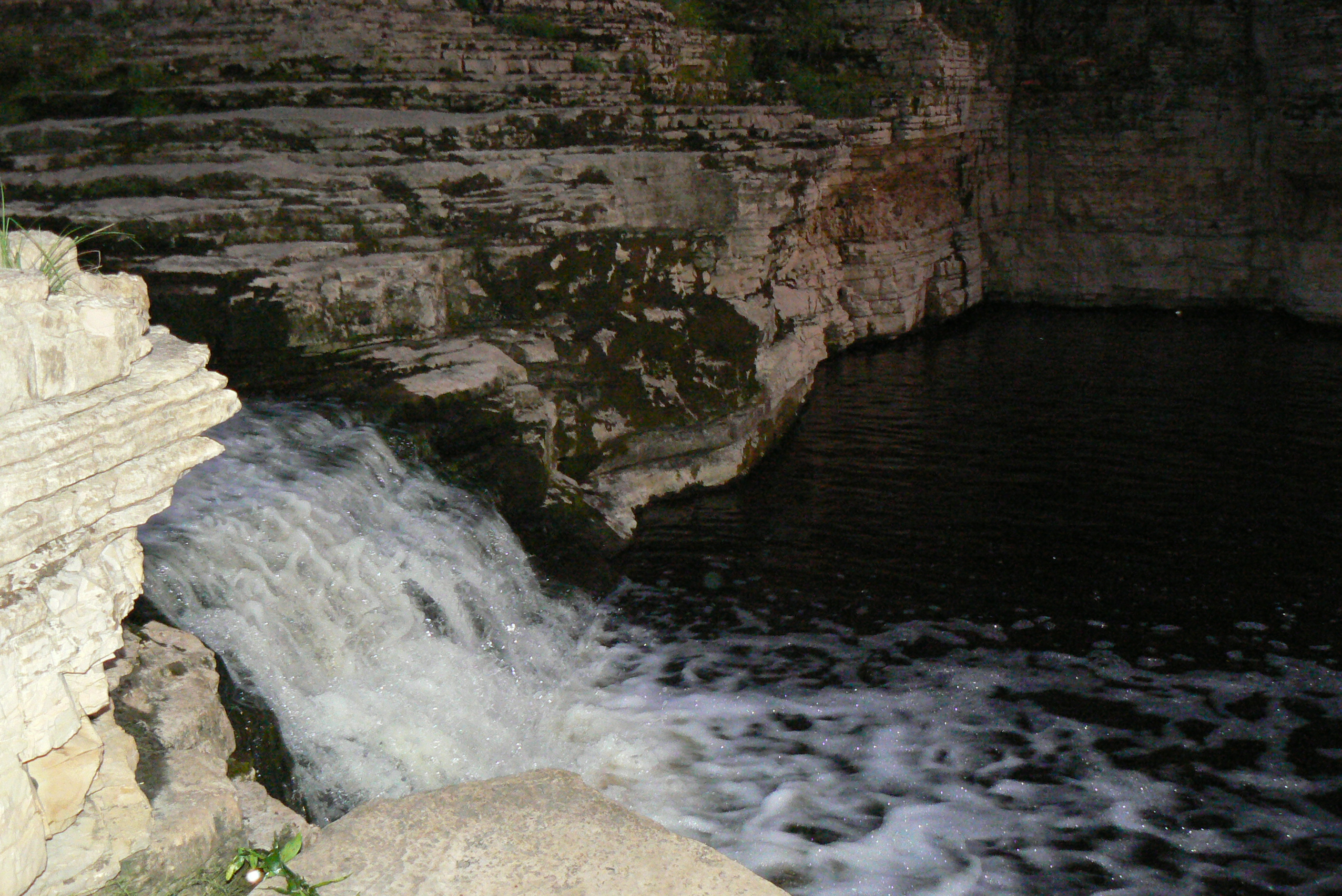
La cascata Kjurjuljur sul fiume Menda

Il fiume ha origine sull'altopiano della Lena nella zona dello spartiacque tra la Lena e l'Amga tra le alture dette Krjaž Selljakait-Sellja (Кряж Селлякаит-Селля) e scorre in direzione nord-ovest. La lunghezza del fiume è di 168 km, l'area del suo bacino è di 2 370 km². Sfocia nella Lena a 1 565 km dalla sua foce, a nord del villaggio di Tit-Ėbja. Il suo maggiore affluente (da sinistra) è il fiume D'angych, lungo 94 km.